# Utopía (película de 2015)
Utopía es una película dramática de 2015 de Afganistán escrita por Amir Aghaee dirigida por Hassan Nazer. La película fue seleccionada para representar a su país para el Óscar para la mejor película de habla no inglesa en la edición 88 de los Premios de la Academia.

## Sinopsis
Utopía cuenta la historia de Janan, una mujer que tiene a su esposo cuadrapléjico pero desea un hijo con él por medio de la inseminación artificial. Ella viaja al Reino Unido para iniciar su tratamiento de fertilidad, pero surgen las complicaciones cuando William, un estudiante de medicina que trabaja en el laboratorio, cambia el semen donado por el suyo.

## Reparto
- Hannah Spearritt como Lucy.
- Martine Malalai Zikria como Janan.
- Homayoun Ershadi como Najib.
- Bhasker Patel como Hombre Espiritual.
- Andrew Afeitadora como William.
- Saahil Chadha como Rajnesh.
- Arun Bali como Rajendra.
- Alec Westwood como doctor británico.
- Chris Robb como el amigo de William.